# Teplice (zámek)
Teplický zámek stojí na Zámeckém náměstí v Teplicích. Jeho areál vznikl složitým stavebním vývojem na místě středověkého kláštera přestavěného v 15. století na hrad. Od roku 1958 je chráněn jako kulturní památka ČR.

## Historie

### Klášter

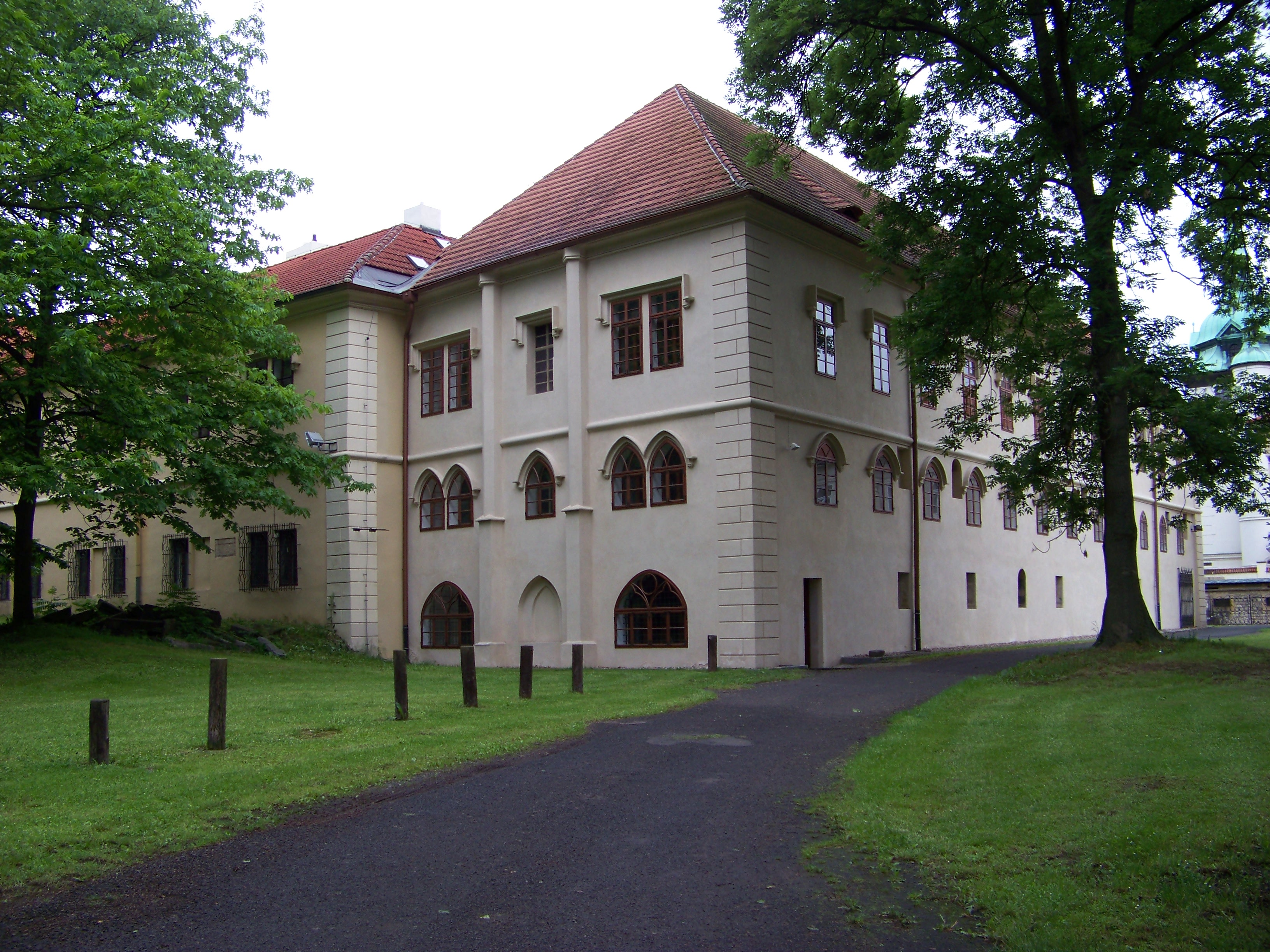
Nejstarší východní křídlo

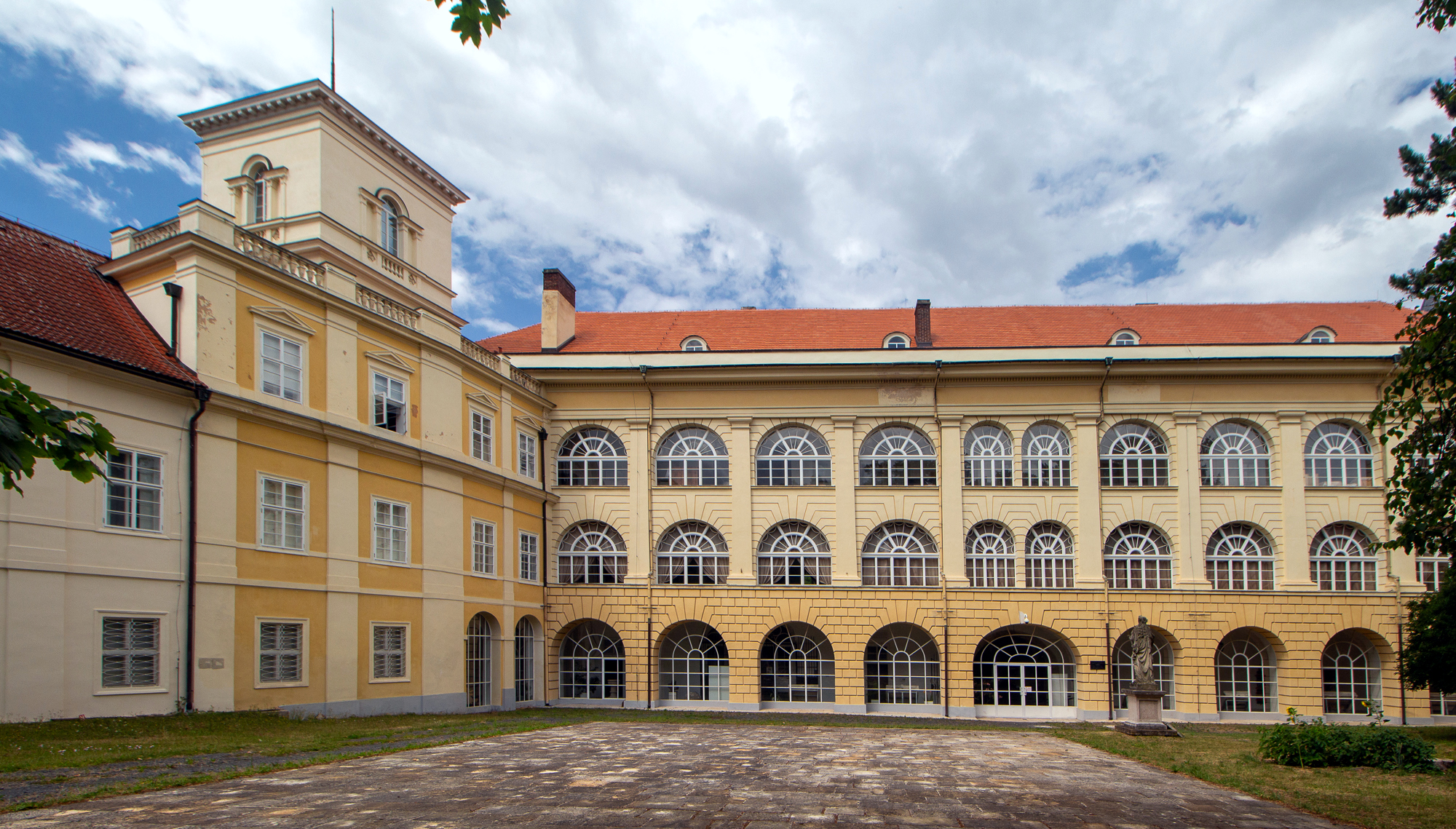
Zahradní část

Ženský benediktýnský klášter v Teplicích založila mezi roky 1156 a 1164 královna Judita Durynská. Podle zprávy Kanovníka vyšehradského roku 1278 ho vyplenilo spojené braniborské, durynské a míšeňské vojsko, které se vracelo z bitvy na Moravském poli. Abatyše Alžběta musela z klášterního majetku prodat dvě vesnice, aby získala prostředky na opravu. Další dvě vesnice prodala v roce 1343 abatyše Perchta. Teprve ve druhé polovině 14. století se díky četným měšťanským a šlechtickým darům hospodářská situace kláštera zlepšila.
Významný zlom v dějinách kláštera způsobily husitské války. Podle některých zpráv byl již v roce 1421 vypálen husity, ale nadále existoval. Teprve v roce 1426 ho před bitvou u Ústí poškodilo míšeňské vojsko natolik, že z něj benediktýnky musely odejít. Právně sice nadále existoval, ale jeptišky natrvalo odešly do pražského kláštera svatého Jiří. Klášterního majetku se zmocnil husitský hejtman Jakoubek z Vřesovic, kterému císař Zikmund roku 1436 celá panství zastavil. Poslední zmínka o klášteru je z roku 1435.

### Hrad
Další majitelkou se stala královna Johana z Rožmitálu, která nechala klášterní areál přestavět na hrad výslovně zmíněný roku 1467. Po královnině smrti teplické panství zdědil syn Hynek z Poděbrad, za kterého se v roce 1478 uvádí Teplice jako „tvrz a město“. V roce 1482 se majiteli stali bratři Purkart, Kryštof a Felix Fictumové. Panství nakonec zůstalo Felixovi, po kterém jej získal Opl z Fictumu a ten Teplice vyměnil v roce 1508 s Albrechtem Libštejnským z Kolovrat. Mezi lety 1511–1524 hrad patřil Janovi a Albrechtovi z Valdštejna, kteří teplické panství dostali od krále Vladislava Jagellonského do dědičného držení. Po nich se o panství dělil Zikmund ze Smiřic s pány z Malcánu.
Malcánové rozdělené panství spojili a vzápětí ho prodali za 64 tisíc rýnských zlatých králi Ferdinandovi I. Během následujících let se panstvo rychle střídalo. Roku 1529 to byl Albrecht z Valdštejna, 1529–1530 Jáchym Malcán a od roku 1530 Zdeněk Lev z Rožmitálu, který zde jako hejtmana ustanovil Václava z Dobrovítova. Zdeňkův syn Adam z Rožmitálu prodal zámek, dvůr a město s vesnicemi Šimonu Třeštíkovi z Hyršova, po kterém je zdědila vdova Kateřina. Kateřina panství buď postoupila králi, nebo jej získal Šimonův bratr. V každém případě se od roku 1543 novým majitelem Teplic stal hejtman Pražského hradu a podkomoří Volf z Vřesovic.

### Zámek

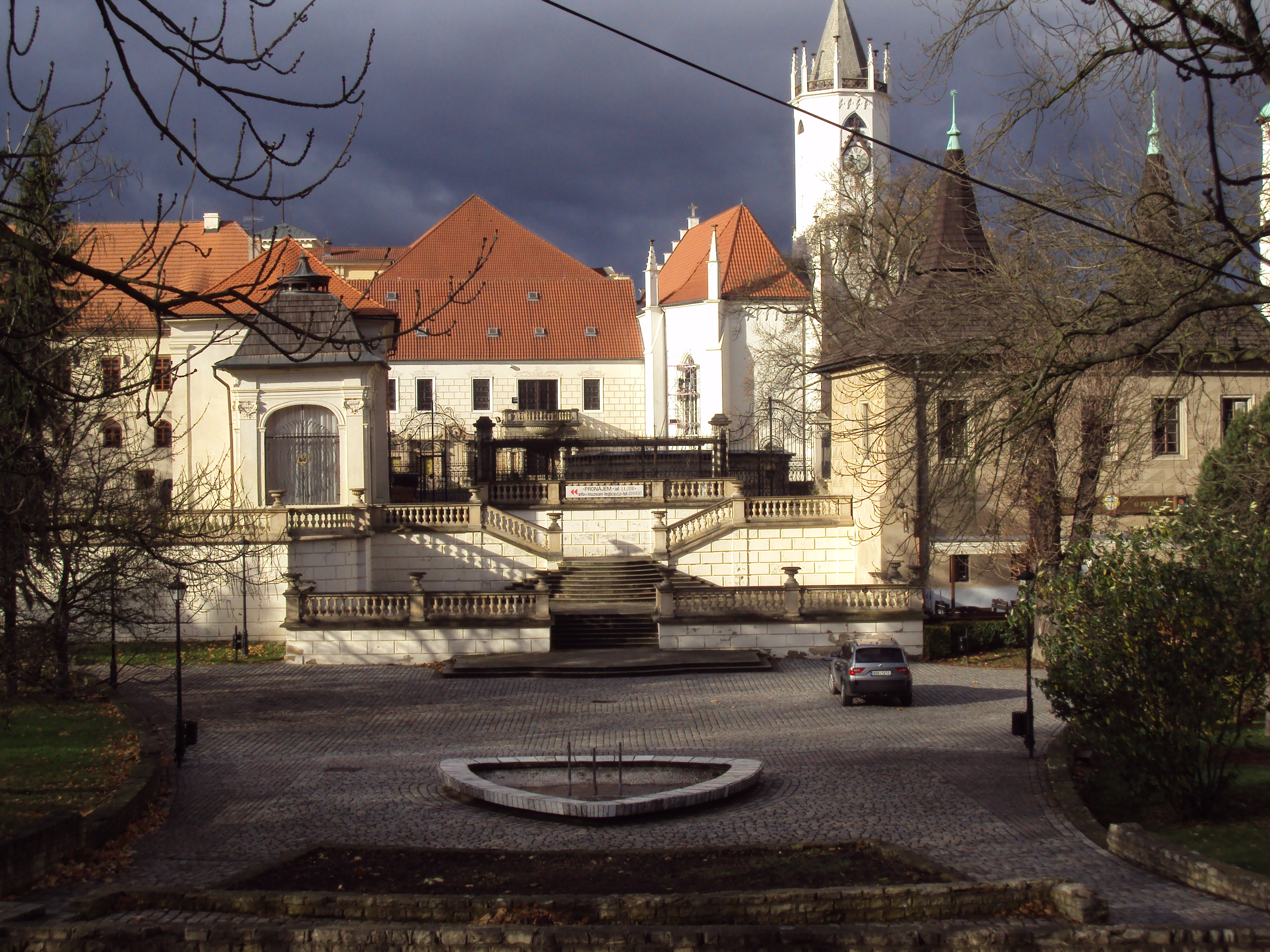
Barokní schodiště a Kolostůjovy věžičky

Volf z Vřesovic zahájil přestavbu starého hradu na zámek a po smrti byl pohřben v zámecké kapli svatého Kříže. Panství po něm zdědil Bernart z Vřesovic, ale i on brzy zemřel, a majetku se proto chopily Volfovy dcery Anna a Magdaléna. V té době bylo panství velmi zadlužené, a přes prodej některých částí nedokázaly sestry shromáždit dostatek peněz k vyplacení věřitelů. Vystřídalo se zde několik majitelů a v roce 1585 teplické panství koupil Radslav starší Kinský z Vchynic († 1619), za kterého byl zámek výrazně přestavěn.
Radslavův synovec Vilém Kinský byl během stavovského povstání jedním z třiceti direktorů, ale protože při povstání nebyl příliš aktivní a později půjčil císaři peníze, nepřišel o majetek. Musel pouze přijmout katolickou víru, což odmítl, a odešel ze země. Majetek mu přesto zůstal. Do Teplic se krátce vrátil roku 1631 a při saském vpádu se ukrýval na Doubravské hoře, kterou ovládala císařská posádka, ale po jejím dobytí byl zajat. V Drážďanech se znovu přidal na stranu českých stavů a pokusil se pro ni získat také Albrechta z Valdštejna. Při jednání v Chebu roku 1634 byl spolu s ním zavražděn. Vzápětí mu byl zkonfiskován veškerý majetek, který se marně snažila zachránit jeho manželka Alžběta Trčková z Lípy.
Novým majitelem Teplic se 4. května 1634 stal císařský polní maršál Jan z Aldringenu, který ještě téhož roku zemřel v bitvě u Landshutu. Ve stejném roce zámek vyplenilo saské a švédské vojsko. Mezi dědici několikrát došlo k dělení majetku a teplické panství začala spravovat Janova sestra Anna, která se provdala za plukovníka Jeronýma de Clary. Veškerý majetek zdědil v roce 1666 jejich syn Jan, který spojil jména obou rodů. V držení Teplic se potom střídali jeho potomci: v letech 1700–1751 syn František Karel a po něm do roku 1788 syn František Václav povýšený císařem Josefem II. do knížecího stavu.
V letech 1787–1826 panství patřilo synovi Františka Václava Janu Nepomukovi z Clary-Aldringenu, za kterého bylo kromě jiných přestaveb upraveno průčelí v klasicistním a novogotickém slohu. Jan Nepomuk udržoval styky u císařského dvora. Teplické lázně často navštěvovali významní diplomaté, členové panovnických rodin a umělci, ke kterým patřili Johann Wolfgang von Goethe, Ludwig van Beethoven, Fryderyk Chopin nebo Giacomo Casanova. Od roku 1788 hostům sloužilo zámecké divadlo pro 268 diváků s empírovým vestibulem.
Teplice patřily Clary-Aldringenům až do května roku 1945. Ve správě panství a zámku se postupně vystřídali Karel Josef z Clary-Aldringenu (1775–1831), Edmund Mořic z Clary-Aldringenu (do roku 1894), Karel z Clary-Aldringenu (1844–1920), Siegmund z Clary-Aldringenu a naposledy Alfons z Clary-Aldringenu. Za jejich působení byly v zámku shromážděny umělecké sbírky s velkou knihovnou a samotný zámek byl opakovaně stavebně upravován. 
V roce 1835 se na zámku setkali rakouský císař Ferdinand I., pruský král Fridrich Vilém III. a ruský car Mikuláš I., kteří přijeli do Čech u příležitosti odhalení památníku bitvy u Chlumce. Roku 1938 zde Alphons z Clary-Aldringenu hostil anglického diplomata Waltera Runcimana na jeho tzv. Runcimanově misi. Od roku 1947 v zámku sídlí teplické vlastivědné muzeum.

## Stavební podoba

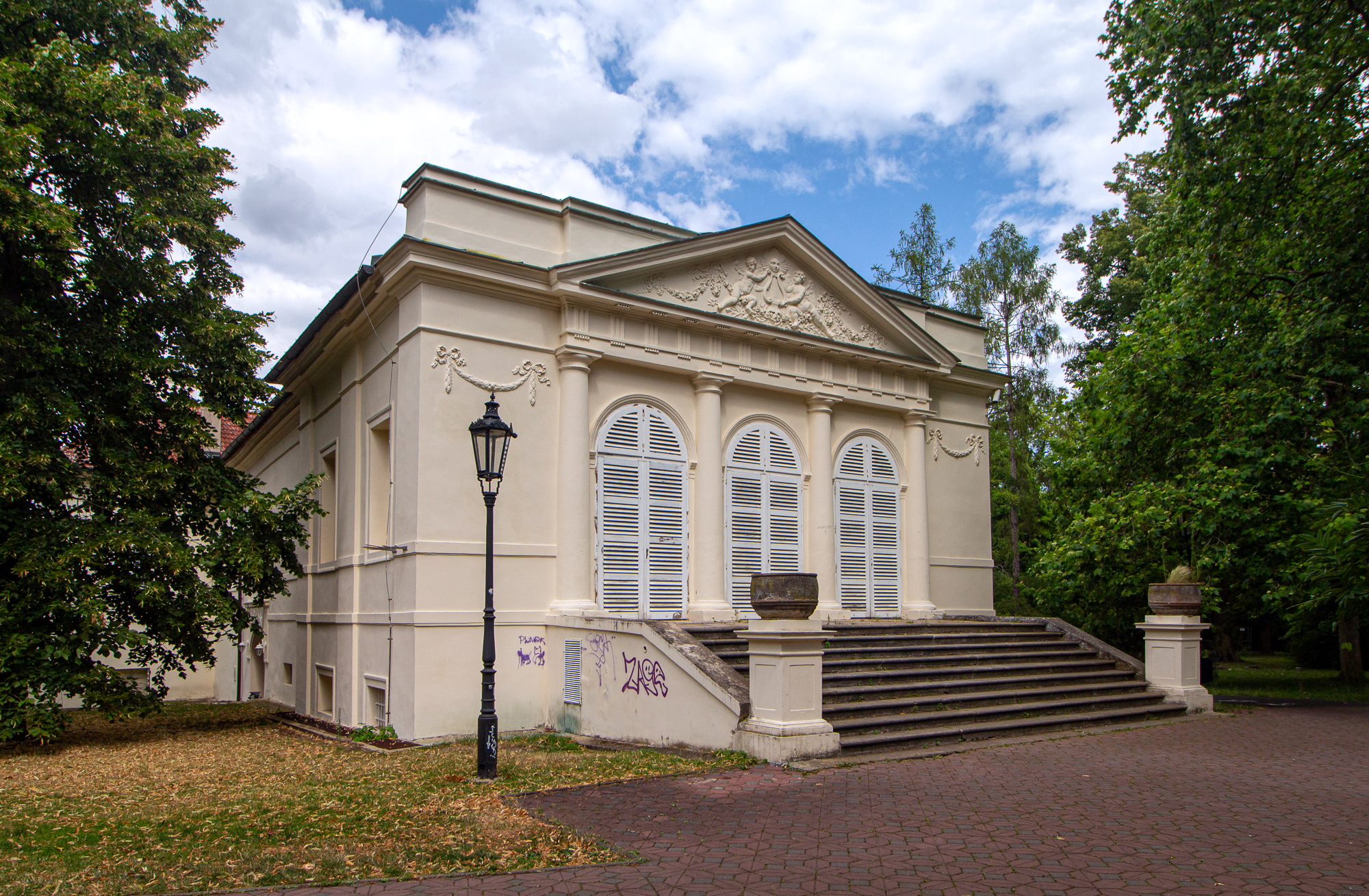
Průčelí zámeckého divadla

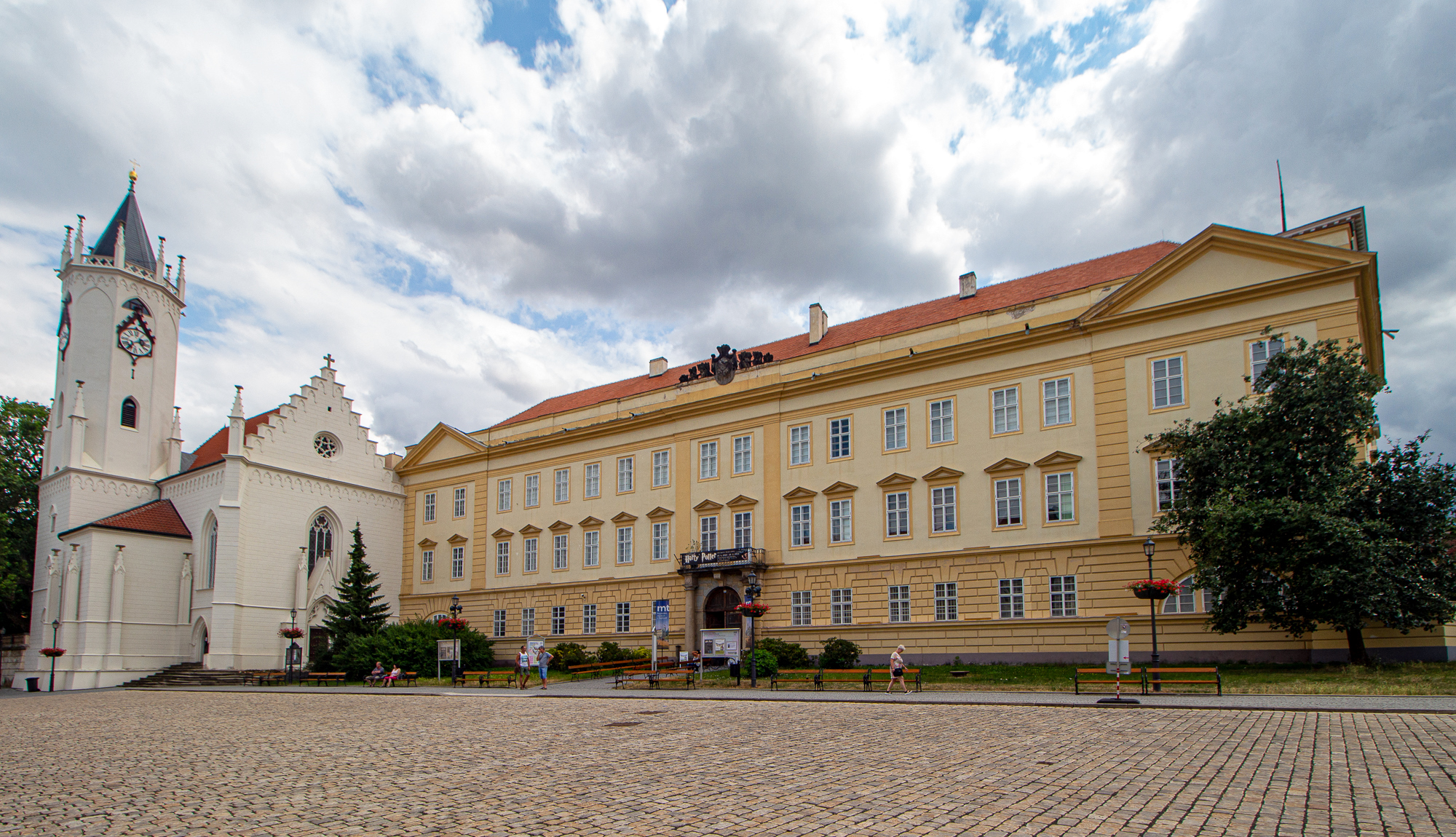
Zámecká kaple v těsném sousedství zámku, dnes pravoslavný chrám Povýšení svatého Kříže.

Z nejstarší románské fáze kláštera se z původního kláštera dochovalo do výše druhého patra zdivo východního zámeckého křídla. Stavebním průzkumem bylo odkryto kvádříkové zdivo a zjištěna zazděná sdružená okna nebo polokruhový portál. K románské budově byla na západní straně přistavěna renesanční budova s vlastní střechou a sgrafitem na fasádě. Na severní straně nádvoří stával klášterní kostel, jehož základy odkryl archeologický výzkum pod vedením Antonína Hejny. Zbytky trojlodní baziliky byly zakonzervovány a zpřístupněny jako park. Pod chrámem se nachází krypta uzavřená odsazenou půlkruhovou apsidou s oknem. Dochovala se část původních sloupů s krychlovými hlavicemi, které nesly zaniklou klenbu. O opevnění kláštera a podobě mladšího hradu nic nevíme, ale z vojenského hlediska pravděpodobně nešlo o příliš kvalitní objekt.
Na nejstarší východní křídlo v pravém úhlu navazuje jednopatrové jižní křídlo s klenutým přízemím. Zatímco zahradní průčelí je upravené v novogotickém stylu, nádvorní strana je klasicistní. Na straně nádvoří jsou v obou patrech arkády, v prvním patře zasklené. Arkádovou chodbu zdobí sgrafita a hřebínková klenba. Třetí stranu nádvoří tvoří střední trakt se zbytkem románského zdiva ve východní zdi. Jeho východní fasádu pokrývají jednoduchá sgrafita. Jižní průčelí je novogotické a k severním je připojena zámecká kaple.
Hlavní křídlo zámku se napojuje v pravém úhlu na střední trakt. Tvoří ho dvoupatrový palác s otevřenou arkádovou chodbou v přízemí jižní strany a se zasklenými arkádami v prvním a druhém patře. Patra jsou propojená pilastry, které podpírají kladí. Vrchol budovy lemuje korunní římsa, nad kterou se nachází vysoké kladí. Na severní straně obrácené do náměstí je vstupní portál umístěný ve středovém rizalitu. Po stranách portálu stojí dórské sloupy, které podpírají balkón. Obě nároží jsou zdůrazněná rizality s půlkruhovými okny v přízemí. Empírovou severní fasádu zdobí přízemní bosování a lizény. U bočních rizalitů jsou lizény bosované. Nad korunní římsou je vysoká atika, na které je na středovém rizalitu umístěna zdobená kartuš. Přízemní prostory jsou zaklenuté křížovými a valenými klenbami. V prvním patře se nachází patrový sál s rokokovými štuky a dochovaly se také dva pokoje s původním vybavením.
Poslední částí zámku je západní jednopatrové křídlo, které se v tupém úhlu napojuje na hlavní trakt. Uvnitř se nacházely stáje později upravené na klenutou výstavní síň a v jižní části je zámecké divadlo navržené J. A. Gieselem roku 1787. Původní výzdoba divadla se dochovala pouze v boční chodbě a samotné divadlo bylo přestavěné na knihovnu.
K zámku patří tzv. Kolostůjovy věžičky postavené v roce 1600 jako renesanční altán. Jeho budovu s obdélným půdorysem zastřešují dvě jehlancové střechy, ze kterých vybíhají štíhlé osmiboké jehlance kryté prejzy. Vedle altánu se nachází barokní dvouramenné schodiště, které spojuje zámek s parkem.